# Економіка Камбоджі
Камбоджа — переважно аграрна країна. Належить до найменш розвинених країн Азії і світу, проте за темпами зростання є однією з найшвидкоросліших економік Південно-східної Азії і світу.

## Сільське господарство
В сільському господарстві зайнято 57,6 % працездатного населення, воно дає приблизно третину ВВП країни.
Обробляється одна п'ята частина території країни, основною сільськогосподарською культурою є рис (збір 7,6 млн тонн рису-сирцю в 2009 році, 13-е місце у світі).
У 2000-ні роки Камбоджа після 30-річної перерви знову стала експортером рису (800,000 тонн в 2010 році).
Вирощують також кукурудзу (258 тис. тонн), банани (148 тис. т), натуральний каучук (27 тис. т, 16 місце у світі).
Улов риби склав в 2009 році 515,000 тонн (38-е місце у світі).

## Промисловість
На території Камбоджі розвідані такі корисні копалини, як мідь, золото, вугілля, боксити, марганець, ведеться видобуток коштовного каміння.
Оброблювальна промисловість представлена в основному переробкою сільськогосподарської сировини, риби і деревини, виробництвом цементу, цигарок, мила, одягу. Головною статтею камбоджійського експорту є текстиль. У країні діють 273 текстильних фабрики, на якій в цілому працюють 319 тисяч чоловік.

## Туризм
Туризм є найважливішою галуззю економіки Камбоджі, що дає до 8,5 % ВВП і що забезпечує понад 500 тис. робочих місць. У 2010 році країну відвідали 2,5 млн іноземних туристів.

## Азартні ігри
Азартні ігри в Камбоджі офіційно є незаконними, як це вказано у відповідному «Законі про боротьбу з азартними іграми» 1996 року. Цей закон забороняв усі форми азартних ігор та передбачав покарання, починаючи від штрафів до коротких тюремних вироків, хоча Генеральний департамент в'язниць Камбоджі не зазначає азартні ігри як один з 28 злочинів, що караються позбавленням волі.